# Chitoniscus
A Chitoniscus a rovarok (Insecta) osztályának a botsáskák (Phasmatodea) rendjéhez, ezen belül a vándorló levelek (Phylliidae) családjához és a Phylliinae alcsaládjához tartozó nem.

## Rendszerezés
A nembe az alábbi fajok tartoznak:
- Chitoniscus brachysoma (Sharp, 1898)
- Chitoniscus erosus Redtenbacher, 1906
- Chitoniscus feejeeanus (Westwood, 1864)
- Chitoniscus lobipes Redtenbacher, 1906
- Chitoniscus lobiventris (Blanchard, 1853)
- Chitoniscus sarrameaensis Grösser, 2008